# Barilla
Barilla er en multinational italiensk fødevarevirksomhed med hovedkvarter i Parma. De producerer pasta, brød, kage og andet bagværk. Indenfor pasta er det verdens største producent. Deres slogan er Noi la pasta, tu la fantasia ("We have the pasta, you have the imagination").
I 2023 havde de over 9.000 ansatte og omsatte for 4,869 mia. euro.
Barilla blev etableret af Pietro Barilla i 1877 som en bagerbutik i Parma. De udvidede i 1908 og i 1910 åbnede de deres første pastafabrik.